# Roderick Jones
Pour les articles homonymes, voir Jones.
Roderick Jones (1877-1962) est un journaliste anglais et administrateur de sociétés, qui a dirigé l'agence de presse britannique Reuters, pendant près de 26 ans, de 1915 à 1941. Il fut son propriétaire pendant une dizaine d'années, de 1915 à 1925.

## Biographie

### L'Afrique du Sud
Roderick Jones est envoyé à Prétoria chez des amis de ses parents alors qu’il n’a pas encore 20 ans
. Il a commencé sa carrière comme  correspondent du journal Johannesburg Standard et du Diggers' News, l'organe de propagande du gouvernement du Transvaal dans sa guerre contre les grands actionnaires anglais de groupes miniers. Il est aussi l'assistant de W.H. Mackay, du "Pretoria Press", des liens qui lui vaudront des accusations d'être un espion, venues des deux côtés, pendant la guerre des Boers. au cours de laquelle il sera brièvement emprisonné par les Anglais.
Il devient ensuite l'assistant de Leo Weinthal, le correspondant en chef de Reuters dans le Transvaal, en Afrique du Sud, peu avant la guerre des Boers. Sa couverture de cet événement, à partir de sources d'information dans les deux camps contribue à la bonne image de Reuters auprès de ses clients, alors que les mines d'or d'Afrique du Sud sont les valeurs les plus suivies des investisseurs. Reuters a cependant été obligé d'envoyer au Cap Henry Collins son responsable des activités en Australie et en Asie, afin de rassurer le gouvernement anglais par des restructurations dans son équipe sud-africaine.
Seulement deux câbles relient alors l'Afrique du Sud au reste du monde et tous deux arrivent directement à Londres où les autorités militaires s'en servent pour les communications militaires, restreignant à seulement 200 mots par jour les envois à vocation journalistique. Ces restrictions génèrent la tentation des journaux canadiens, indiens, australiens et néo-zélandais d'envoyer leurs propres journalistes sur place, car ce conflit, la première des grandes guerres de décolonisation intéresse leurs lecteurs. Cependant, l'Empire britannique parvient à décourager ces projets, via les associations de journaux comme l'UPNZA ou Argus. Du coup, Reuters se doit d'être relativement neutre dans sa couverture.
Leo Weinthal facilitera ensuite le déroulement de la carrière de Roderick Jones, qui revient trois ans à Londres, auréolé du prestige d'avoir révélé la fin de la guerre et se lie d'amitié avec Herbert de Reuter, patron et propriétaire de l'agence, avant de repartir pour l'Afrique du Sud comme chef du bureau en 1905. 
Dans A Life in Reuters, son autobiographie parue en 1951, il racontera comment la guerre des Boers a été fomentée en 1895 par un petit groupes d'industriels miniers, formé autour du frère de Cecil Rhodes et du magnat des affaires Hermann Eckstein (1847 – 1893), actionnaire du groupe The Corner House.

### Le rachat de Reuters
Le 28 avril 1915, le baron Herbert de Reuter, se suicide, trois jours après la mort de sa femme et dans le sillage du krach de la Banque Reuters, appelée aussi «British Commercial Bank».
Roderick Jones est ensuite élu directeur général. Très vite, avec Mark F. Napier, président du conseil d'administration, Roderick Jones rachète l'agence Reuters pour 550 000 livres sterling, dont une bonne partie empruntée à beau-frère du premier ministre Herbert Asquith, et en fait une société privée non-cotée. L'action étant tombée très bas, il s'agit d'éviter que l'entreprise fasse l'objet d'une OPA de la part du groupe Marconi. À la Bourse de Londres, l'action avait chuté des trois quarts, passant de 12 livres sterling à 3 livres sterling.
Auparavant, l'agence avait passé un accord avec le gouvernement britannique qui lui rapportera beaucoup d'argent pendant la Première Guerre mondiale: à l'"Imperial News Service", créé en 1911, s'est ajouté l'année suivante le "Reuter Agence Service", qui ne vise plus seulement l'expansion commerciale dans le Commonwealth mais à rendre un service au gouvernement anglais, contre rémunération, en diffusant ses nouvelles dans le monde entier. Le 31 juillet 1918, une audition devant la Chambre des communes fait ressortir que le gouvernement a versé 126 000 sterling d'aides sur l'année écoulée pour les câbles télégraphiques, l'essentiel étant versé à Reuters.
Parallèlement, le gouvernement associe Roderick Jones, en tant que directeur de la propagande, à la cellule de propagande nommée "Wellington House", qui donne naissance en mars 1918 à un nouveau Ministère de l'information britannique.
Roderick Jones a insisté plus tard dans son autobiographie sur le fait que l'activité effectuée avec le Ministère des Affaires étrangères n’avait été que bénévole et sans conséquence, Reuters étant capable de maintenir son indépendance et son impartialité et éviter d’être forcé par le gouvernement à diffuser de la propagande.

### Le passage sous contrôle de la presse britannique
En 1925, Roderick Jones pilote une nouvelle opération : Reuters passe sous le contrôle de la Press Association britannique, créée en 1868, qui prend une participation majoritaire au capital, avec 53 % des parts. L'association fournissait déjà l'agence en nouvelles venues d'Angleterre.
En 1930, Roderick Jones déclare que « les services de Reuters existent depuis soixante ans [...] aucun autre facteur [...] a davantage contribué en ces soixante ans au prestige de l'empire britannique ».
En 1941, il est destitué car il est accusé d'avoir oublié l'indépendance de l'agence en ayant accepté des aides exceptionnelles et ponctuelles du gouvernement, en échange de services de propagande. Face aux difficultés de la guerre, l'agence Reuters est rachetée à 100 % par les journaux et coopérative de l'empire britannique, y compris les titres situées en Inde, Australie et Nouvelle-Zélande, qui en font une coopérative. En 1944 il quitte la tête du groupe, où Christopher Chancellor le remplace pendant quinze ans, jusqu'en 1959.

### Vie privée
Roderick Jones a épousé la journaliste et écrivain Enid Bagnold (1889-1981), qui était auparavant la compagne de Frank Harris, rédacteur en chef d'une série de journaux londoniens comme « The Evening News », « The Fortnightly Review » et « The Saturday Review ». Son arrière-petite-fille Samantha Cameron a épousé le premier ministre britannique David Cameron.